# Ochlocknee (Géorgie)
Ochlocknee est une ville américaine située dans le comté de Thomas, en Géorgie. Selon le recensement de 2020, sa population est de 672 habitants.